# Světový pohár v ledním hokeji 1996
Světový pohár v ledním hokeji 1996 byla hokejová soutěž konaná poprvé pod tímto názvem (dřívější název byl Kanadský pohár). Poprvé byli účastníci rozděleni do skupin, jejichž utkání se hrála v Evropě (Stockholm, Helsinky, Praha, Garmisch-Partenkirchen) a v Severní Americe (Ottawa, Filadelfie, Montreal, Vancouver, New York). Zápasy vyřazovací části se hrály v Severní Americe. Soutěž se konala od 26. srpna do 14. září 1996. Zápasy byly hrány podle pravidel ledního hokeje platných v NHL.

## Herní systém
Mužstva se nejprve utkala ve skupině jednokolově systémem každý s každým. Vítězové skupin postoupili přímo do semifinále, mužstva na 2. a 3. místě ve skupině postoupila do čtvrtfinále, které se hrálo na jeden vítězný zápas. Ve čtvrtfinále mužstvo na 2. místě Evropské skupiny nastoupilo proti mužstvu na 3. místě Severoamerické skupiny, mužstvo na 2. místě Severoamerické skupiny nastoupilo proti mužstvu na 3. místě Evropské skupiny. Vítězové čtvrtfinále postoupili do semifinále, kde se utkali s vítězi obou skupin na jeden vítězný zápas. Vítězové obou semifinále postoupili do finále, které se hrálo na dva vítězné zápasy.

## Základní část

### Evropská skupina
| 26. srpna 1996 | Švédsko | 6 – 1           | Německo |  |
| Stockholm      | Švédsko | (0:0, 2:0, 4:1) | Německo |  |

| Souhrn zápasu | Souhrn zápasu | Souhrn zápasu | Souhrn zápasu | Souhrn zápasu |
| ------------- | --- | ------------- | ------------- | ------------- |
|               | 33. Nicklas Lidström, 37. Michael Nylander, 44. Mats Sundin, 44. Ulf Dahlén, 46. Patrik Sundström, 50. Johan Garpenlöv |               | 57. McKay     |               |

| 27. srpna 1996 | Finsko | 7 - 3           | Česko |  |
| Helsinky       | Finsko | (4:1, 1:1, 2:1) | Česko |  |

| Souhrn zápasu | Souhrn zápasu | Souhrn zápasu | Souhrn zápasu                                      | Souhrn zápasu |
| ------------- | --- | ------------- | -------------------------------------------------- | ------------- |
|               | 13. a 51. Jyrki Lumme, 10. Ville Peltonen, 11. Juha Ylönen, 11. Teemu Selänne, 23. Janne Ojanen, 45. Christian Ruuttu |               | 7. Radek Bonk, 33. Robert Reichel, 57. Jiří Dopita |               |

| 28. srpna 1996 | Finsko | 8 – 3           | Německo |  |
| Helsinky       | Finsko | (3:0, 3:2, 2:1) | Německo |  |

| Souhrn zápasu | Souhrn zápasu | Souhrn zápasu | Souhrn zápasu                  | Souhrn zápasu |
| ------------- | --- | ------------- | ------------------------------ | ------------- |
|               | 18. a 38. Jere Lehtinen, 3. Hannu Virta, 6. Jari Kurri, 31. Teemu Selänne, 35. Mika Nieminen, 45. Mika Strömberg, 47. Saku Koivu |               | 25. Nowak, 37. Pyka, 51. Hecht |               |

| 29. srpna 1996 | Česko | 0 – 3           | Švédsko |  |
| Praha          | Česko | (0:1, 0:2, 0:0) | Švédsko |  |

| Souhrn zápasu | Souhrn zápasu | Souhrn zápasu | Souhrn zápasu                                    | Souhrn zápasu |
| ------------- | ------------- | ------------- | ------------------------------------------------ | ------------- |
|               |               |               | 10. Mats Sundin, 21. C. Johansson, 34. Bergqvist |               |

| 31. srpna 1996         | Německo | 7 - 1           | Česko |  |
| Garmisch-Partenkirchen | Německo | (4:0, 1:0, 2:1) | Česko |  |

| Souhrn zápasu | Souhrn zápasu                                                                | Souhrn zápasu | Souhrn zápasu    | Souhrn zápasu |
| ------------- | ---------------------------------------------------------------------------- | ------------- | ---------------- | ------------- |
|               | 6. a 44. Benda, 3. Lündemann, 6. Rumrich, 13. Brandl, 38. Doucet, 58. Lupzig |               | 50. Jaromír Jágr |               |

| 1. září 1996 | Švédsko | 5 – 2           | Finsko |  |
| Stockholm    | Švédsko | (0:1, 2:1, 3:0) | Finsko |  |

| Souhrn zápasu | Souhrn zápasu                                                                                    | Souhrn zápasu | Souhrn zápasu                        | Souhrn zápasu |
| ------------- | ------------------------------------------------------------------------------------------------ | ------------- | ------------------------------------ | ------------- |
|               | 33. Patrik Sundström, 34. Nicklas Lidström, 44. Mats Sundin, 55. Peter Forsberg, 60. Mats Sundin |               | 12. Teemu Selänne, 23. Mika Nieminen |               |

#### Tabulka
| Pořadí | Stát    | Počet zápasů | Výhry | Remízy | Prohry | Skóre   | Body |
| ------ | ------- | ------------ | ----- | ------ | ------ | ------- | ---- |
| 1.     | Švédsko | 3            | 3     | 0      | 0      | 14 : 3  | 6    |
| 2.     | Finsko  | 3            | 2     | 0      | 1      | 17 : 11 | 4    |
| 3.     | Německo | 3            | 1     | 0      | 2      | 11 : 15 | 2    |
| 4.     | Česko   | 3            | 0     | 0      | 3      | 4 : 17  | 0    |

### Severoamerická skupina
| 29. srpna 1996 | Kanada | 5 – 3           | Rusko |  |
| Montréal       | Kanada | (3:1, 0:2, 2:0) | Rusko |  |

| Souhrn zápasu | Souhrn zápasu                                                                                        | Souhrn zápasu | Souhrn zápasu                                                  | Souhrn zápasu |
| ------------- | --- | ------------- | -------------------------------------------------------------- | ------------- |
|               | 10. Vincent Damphousse, 15. Éric Desjardins, 18. Brendan Shanahan, 41. Joe Sakic, 60. Theoren Fleury |               | 3. Alexej Kovaljov, 23. Vladimir Malachov, 24. Sergej Fjodorov |               |

| 31. srpna 1996 | Rusko | 7 – 4           | Slovensko |  |
| Vancouver      | Rusko | (3:2, 2:1, 2:1) | Slovensko |  |

| Souhrn zápasu | Souhrn zápasu | Souhrn zápasu | Souhrn zápasu                                                         | Souhrn zápasu |
| ------------- | --- | ------------- | --------------------------------------------------------------------- | ------------- |
|               | 10. a 40. Sergej Fjodorov, 13. a 19. Alexandr Mogilnyj, 33. Vjačeslav Kozlov, 46. Sergej Gončar, 56. Sergej Němčinov |               | 5. Jerguš Bača, 16. Peter Bondra, 28. Žigmund Pálffy, 42. Zdeno Cíger |               |

| 31. srpna 1996 | USA | 5 – 3           | Kanada |  |
| Philadelphia   | USA | (1:2, 2:0, 2:1) | Kanada |  |

| Souhrn zápasu | Souhrn zápasu                                                           | Souhrn zápasu | Souhrn zápasu                             | Souhrn zápasu |
| ------------- | ----------------------------------------------------------------------- | ------------- | ----------------------------------------- | ------------- |
|               | 41. a 60. Brett Hull, 6. John LeClair, 24. Doug Weight, 31. Scott Young |               | 10. a 59. Wayne Gretzky, 19. Mark Messier |               |

| 1. září 1996 | Kanada | 3 – 2           | Slovensko |  |
| Ottawa       | Kanada | (0:0, 1:2, 2:0) | Slovensko |  |

| Souhrn zápasu | Souhrn zápasu                                                 | Souhrn zápasu | Souhrn zápasu                        | Souhrn zápasu |
| ------------- | ------------------------------------------------------------- | ------------- | ------------------------------------ | ------------- |
|               | 26. Vincent Damphousse, 43. Theoren Fleury, 57. Steve Yzerman |               | 30. Peter Bondra, 39. Ľubomír Kolník |               |

| 2. září 1996 | USA | 5 – 2           | Rusko |  |
| New York     | USA | (2:0, 3:1, 0:1) | Rusko |  |

| Souhrn zápasu | Souhrn zápasu                                                                              | Souhrn zápasu | Souhrn zápasu                              | Souhrn zápasu |
| ------------- | ------------------------------------------------------------------------------------------ | ------------- | ------------------------------------------ | ------------- |
|               | 1. Adam Deadmarsh, 8. John LeClair, 25. Keith Tkachuk, 30. Pat LaFontaine, 34. Doug Weight |               | 33. Oleg Tverdovskij, 60. Andrej Kovalenko |               |

| 3. září 1996 | USA | 9 – 3           | Slovensko |  |
| New York     | USA | (3:1, 3:1, 3:1) | Slovensko |  |

| Souhrn zápasu | Souhrn zápasu | Souhrn zápasu | Souhrn zápasu                                              | Souhrn zápasu |
| ------------- | --- | ------------- | ---------------------------------------------------------- | ------------- |
|               | 6. , 31. a 39. Keith Tkachuk, 8. a 14. John LeClair, 47. a 53. Mike Modano, 33. Mathieu Schneider, 44. Kevin Hatcher |               | 3. Peter Bondra, 37. Slavomír Ilavský, 57. Ľubomír Rybovič |               |

#### Tabulka
| Pořadí | Stát      | Počet zápasů | Výhry | Remízy | Prohry | Skóre   | Body |
| ------ | --------- | ------------ | ----- | ------ | ------ | ------- | ---- |
| 1.     | USA       | 3            | 3     | 0      | 0      | 19 : 8  | 6    |
| 2.     | Kanada    | 3            | 2     | 0      | 1      | 11 : 10 | 4    |
| 3.     | Rusko     | 3            | 1     | 0      | 2      | 12 : 14 | 2    |
| 4.     | Slovensko | 3            | 0     | 0      | 3      | 9 : 19  | 0    |

## Čtvrtfinále
| 5. září 1996 | Kanada | 4 – 1           | Německo |  |
| Montréal     | Kanada | (1:0, 2:1, 1:0) | Německo |  |

| Souhrn zápasu | Souhrn zápasu                                                                  | Souhrn zápasu | Souhrn zápasu | Souhrn zápasu |
| ------------- | ------------------------------------------------------------------------------ | ------------- | ------------- | ------------- |
|               | 4. Wayne Gretzky, 22. Brendan Shanahan, 37. Trevor Linden, 44. Rod Brind'Amour |               | 29. Draisaitl |               |

| 6. září 1996 | Rusko | 5 – 0           | Finsko |  |
| Ottawa       | Rusko | (2:0, 1:0, 2:0) | Finsko |  |

| Souhrn zápasu | Souhrn zápasu                                                                                           | Souhrn zápasu | Souhrn zápasu | Souhrn zápasu |
| ------------- | --- | ------------- | ------------- | ------------- |
|               | 7. Alexej Kovaljov, 15. Sergej Gončar, 28. Andrej Nikolišin, 46. Dmitrij Juškevič, 47. Andrej Kovalenko |               |               |               |

## Semifinále
| 7. září 1996 | Kanada | 3 – 2 po prodloužení      | Švédsko |  |
| Philadelphia | Kanada | (1:0, 1:0, 0:2, 0:0, 1:0) | Švédsko |  |

| Souhrn zápasu | Souhrn zápasu                                                | Souhrn zápasu | Souhrn zápasu                           | Souhrn zápasu |
| ------------- | ------------------------------------------------------------ | ------------- | --------------------------------------- | ------------- |
|               | 18. Eric Lindros, 35. Scott Niedermayer, 100. Theoren Fleury |               | 46. Tommy Albelin, 54. Michael Nylander |               |

| 8. září 1996 | USA | 5 – 2           | Rusko |  |
| Ottawa       | USA | (2:0, 2:1, 1:1) | Rusko |  |

| Souhrn zápasu | Souhrn zápasu                                                                   | Souhrn zápasu | Souhrn zápasu                        | Souhrn zápasu |
| ------------- | ------------------------------------------------------------------------------- | ------------- | ------------------------------------ | ------------- |
|               | 1. Pat LaFontaine, 20. a 35. Brett Hull, 31. Tony Amonte, 54. Mathieu Schneider |               | 30. Sergej Berezin, 42. Sergej Zubov |               |

## Finále
| 10. září 1996 | USA | 3 – 4 po prodloužení | Kanada |  |
| Philadelphia  | USA | (0:1, 2:1, 1:1, 0:1) | Kanada |  |

| Souhrn zápasu | Souhrn zápasu                              | Souhrn zápasu | Souhrn zápasu                                                               | Souhrn zápasu |
| ------------- | ------------------------------------------ | ------------- | --------------------------------------------------------------------------- | ------------- |
|               | 23. a 34. Derian Hatcher, 60. John LeClair |               | 17. Eric Lindros, 40. Claude Lemieux, 50. Theoren Fleury, 70. Steve Yzerman |               |

| 12. září 1996 | Kanada | 2 – 5           | USA |  |
| Montréal      | Kanada | (1:1, 0:2, 1:2) | USA |  |

| Souhrn zápasu | Souhrn zápasu                       | Souhrn zápasu | Souhrn zápasu                                                             | Souhrn zápasu |
| ------------- | ----------------------------------- | ------------- | ------------------------------------------------------------------------- | ------------- |
|               | 10. Brendan Shanahan, 55. Joe Sakic |               | 8. a 22. John LeClair, 36. Brett Hull, 59. Keith Tkachuk, 60. Scott Young |               |

| 14. září 1996 | Kanada | 2 – 5           | USA |  |
| Montréal      | Kanada | (0:1, 1:0, 1:4) | USA |  |

| Souhrn zápasu | Souhrn zápasu            | Souhrn zápasu | Souhrn zápasu                                              | Souhrn zápasu |
| ------------- | ------------------------ | ------------- | ---------------------------------------------------------- | ------------- |
|               | Eric Lindros, Adam Foote |               | Brett Hull 2x, Tony Amonte, Derian Hatcher, Adam Deadmarsh |               |

## Kanadské bodování
| Pořadí | Hráč            | Z | G | A | B  | TM |
| ------ | --------------- | - | - | - | -- | -- |
| 1      | Brett Hull      | 7 | 7 | 4 | 11 | 4  |
| 2      | John LeClair    | 7 | 6 | 4 | 10 | 6  |
| 3      | Mats Sundin     | 4 | 4 | 3 | 7  | 4  |
| 4      | Doug Weight     | 7 | 3 | 4 | 7  | 12 |
| 5      | Wayne Gretzky   | 8 | 3 | 4 | 7  | 2  |
| 6      | Brian Leetch    | 7 | 0 | 7 | 7  | 4  |
| 7      | Paul Coffey     | 7 | 0 | 7 | 7  | 12 |
| 8      | Keith Tkachuk   | 7 | 5 | 1 | 6  | 44 |
| 9      | Theoren Fleury  | 8 | 4 | 2 | 6  | 8  |
| 10     | Sergej Fjodorov | 5 | 3 | 3 | 6  | 2  |

## All-star team
- Brankář: Mike Richter – (USA)
- Obránci: Calle Johansson – (Švédsko); Chris Chelios – (USA)
- Útočníci: Brett Hull – (USA); Mats Sundin – (Švédsko); John LeClair – (USA)